# Parlementair verslag
Een parlementaire verslag is een schriftelijke publicaties waarin wetgevende debatten worden opgetekend en bekendgemaakt. Dat kan onder de vorm van een integraal verslag en/of in samengevatte vorm. In het eerste geval wordt doorgaans woordelijk en in directe rede neergeschreven wat door de verschillende sprekers is gezegd in plenaire of commissievergaderingen. Toch vergt ook deze vorm van rapportering redactie, want het zuiver optekenen van spreektaal zou onleesbare teksten opleveren. Applaus, protest en andere zittingsincidenten worden ook in het verslag opgenomen.  

## Geschiedenis
Het notuleren van wetgevende vergaderingen is een antieke praktijk, al betrof dat meestal alleen de genomen beslissing en niet de beraadslagingen die ertoe hadden geleid. Dergelijke verslagen waren bedoeld voor intern gebruik. Er was geen verplichte openbaarheid en het geheim van de beraadslaging stond voorop. Wanneer oratoren of historici toch een politieke redevoering publiceerden, was dat zonder al te veel bekommernis om accuraatheid.
Het principe van openbaarheid is een product van de 18e-eeuwse revoluties in Europa en Amerika. De Engelse pers begon parlementaire verslagen te publiceren aan de hand van stenografische methoden. Thomas Hansard (1776-1833) zette de standaard. Dit werd niet zonder weerstand geaccepteerd en Westminster probeerde het in 1771 nog te verhinderen. De Franse Revolutie schreef de publieke toegang tot parlementaire zittingen en de publicatie van de processen-verbaal voor.

## België
In België heeft elk parlement een bijzondere dienst die instaat voor het redigeren en publiceren van de parlementaire verslagen. De titels van deze publicaties kunnen verschillen:
- Kamer van volksvertegenwoordigers: Integraal verslag (Compte rendu intégral) en Beknopt verslag (Compte rendu analytique)
- Senaat: Handelingen (Annales)
- Vlaams parlement: Woordelijk verslag